# Petit-Pont
De Petit-Pont (Nederlands: Kleine Brug) is een brug over de rivier de Seine in de Franse hoofdstad Parijs, gebouwd in 1853. De brug staat er om bekend minstens 13 keer verwoest te zijn tussen de bouw in de Gallo-Romeinse tijd en de 19e eeuw.

## Geschiedenis

### Tientallen keren herbouwd
Sinds de beginperiode van de stad is er op deze locatie een verbinding tussen het Île de la Cité en de Rive Droite van de Seine. In de Romeinse voorganger van Parijs, Lutetia, werd er een brug gebouwd om gebruik te maken van een doorwaadbaar deel van de rivier (het huidige Île). Deze brug was echter geregeld het slachtoffer van overstromingen, en moest daarom herhaaldelijk herbouwd worden. De eerste bekende overstroming vond plaats in 885. In 1175, toen de brug al een keer of tien was beschadigd of verwoest door hoog water, werd hij met de steun van de Parijse bisschop Maurice de Sully eindelijk vervangen door een stenen versie. Nadat deze het slachtoffer was geworden van opnieuw een vloed in 1393, werd er een belasting opgelegd van 9500 livre aan alle joodse bewoners van Parijs.

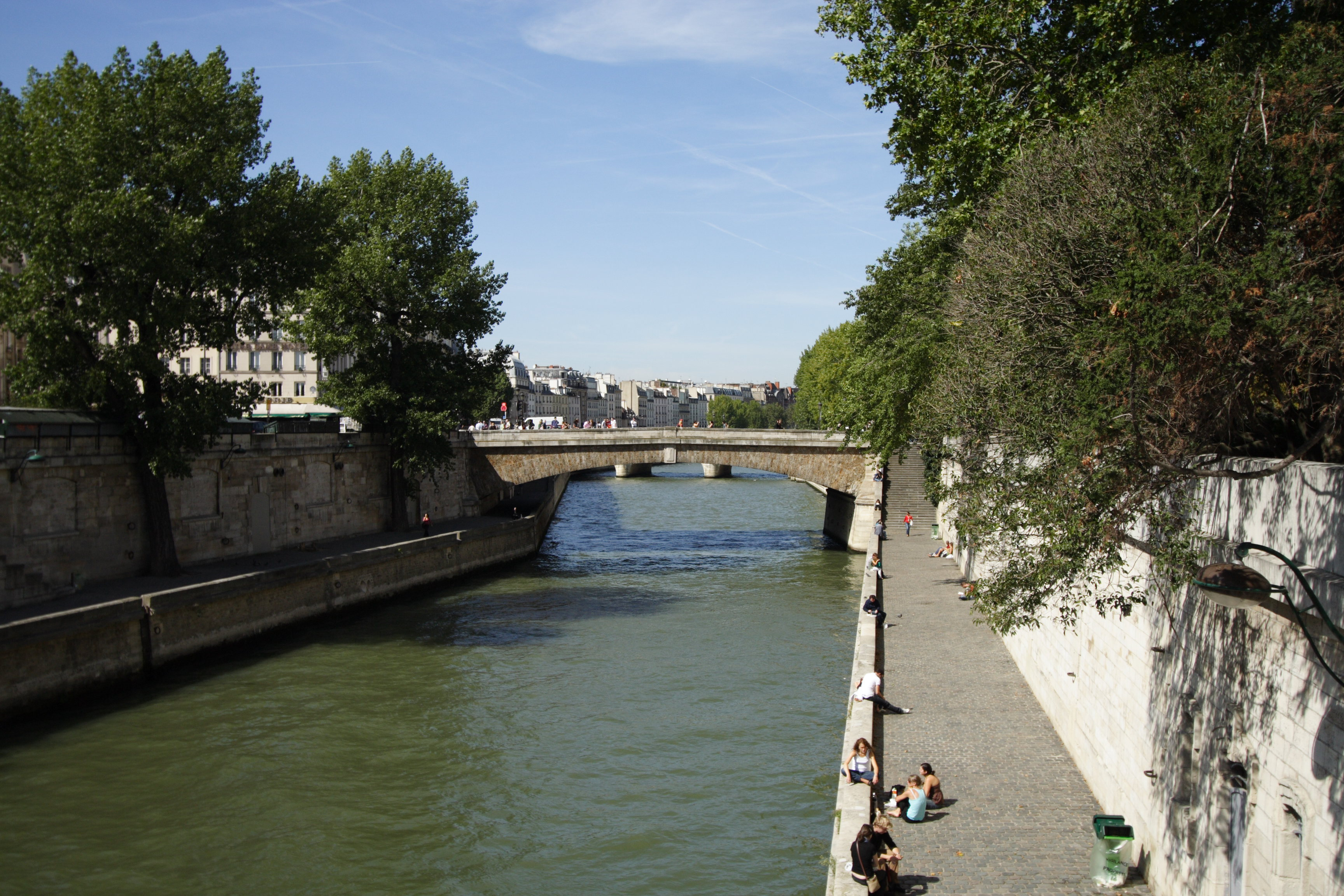
De brug vanaf de werf

De brug werd herbouwd in 1398, tijdens de regeerperiode van Karel VI. Deze nieuwe constructie, met drie bogen, hield het slechts tien jaar vol; in 1408 werd hij - opnieuw - meegevoerd met een overstroming. De bouw van de nieuwe brug begon in 1409, maar omdat de financiering lastig rond was te krijgen duurde het tot 1416 voordat hij voltooid was. Na de opening werden er in opdracht van monnik Giovanni Giocondo, die ook op de Pont Notre-Dame had gewerkt, huizen op de Petit-Pont gebouwd. De brug werd nogmaals verwoest door de rivier in 1649, 1651, 1658, en 1659. Bij de herbouw van de laatste brug werd er een inscriptie geplaatst waarin stond beschreven hoeveel alle verwoestingen de stad hadden gekocht.

### Vanaf 1700
In 1718 trachtten twee met hooi volgeladen sloepen onder de Petit-Pont door te varen. Hoewel de brug op dat moment al van steen was, waren de pijlers eronder nog van hout. Net voordat de sloepen onder de brug door voeren kwam een ervan in aanraking met een andere boot, waarna het hooi vlam vatte door de kaars die de bestuurder van laatstgenoemde boot vasthield. De sloepen dreven naar de brug, die vlam vatte en afbrandde. In 1719 werd er een nieuwe geplaatst.
De bouw van de huidige Petit-Pont begon in 1852, en had als doel meer ruimte tussen de brug en het water te creëren. Om die reden werden de drie bogen vervangen door een enkele. De bouw stond onder leiding van Michal Gariel, en was voltooid in 1853

## Locatie
Al sinds de Oudheid staat er op deze locatie een overbrugging. De huidige brug is een stenen boog die het 4e arrondissement bij het Île de la Cité met het 5e arrondissement verbindt, tussen de Quai de Montebello and Quai Saint-Michel. De brug sluit (via de korte Rue du Petit Pont) aan op de huidige Rue Saint-Jacques, een lange rechte straat die ook in de Romeinse periode al een belangrijke straat door Lutetia was.